# Encona
Encona is een geslacht van vliesvleugeligen uit de familie Encyrtidae. De wetenschappelijke naam van dit geslacht is voor het eerst geldig gepubliceerd in 2010 door Noyes.

## Soorten
Het geslacht Encona is monotypisch en omvat slechts de volgende soort:
- Encona othrix Noyes, 2010